# Polyporoletus
Polyporoletus är ett släkte av svampar. Polyporoletus ingår i familjen Albatrellaceae, ordningen Russulales, klassen Agaricomycetes, divisionen basidiesvampar och riket svampar.
|               | Scutiger                                   |
|               |                                            |
|               | Leucogaster                                |
|               |                                            |
|               | Leucophleps                                |
|               |                                            |
|               | Albatrellus                                |
|               |                                            |
| Polyporoletus | \| \| Polyporoletus sublividus \| \| \| \| |
|               | \| \| Polyporoletus sublividus \| \| \| \| |
|               | Jahnoporus                                 |
|               |                                            |
|               | Mycolevis                                  |
|               |                                            |
|               | Polyporoletus sublividus                   |
|               |                                            |

|  | Polyporoletus sublividus |
|  |                          |

## Källor

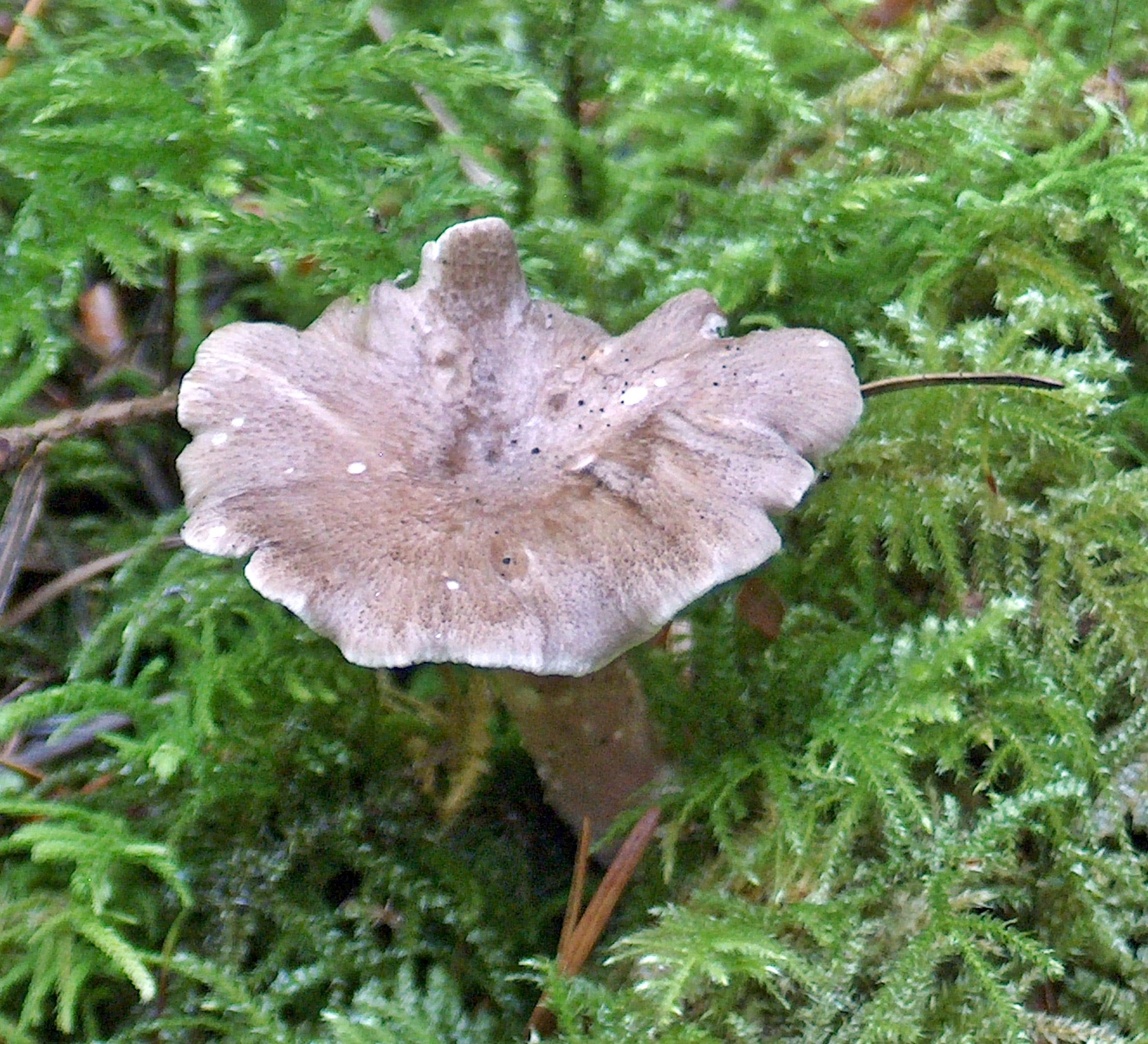
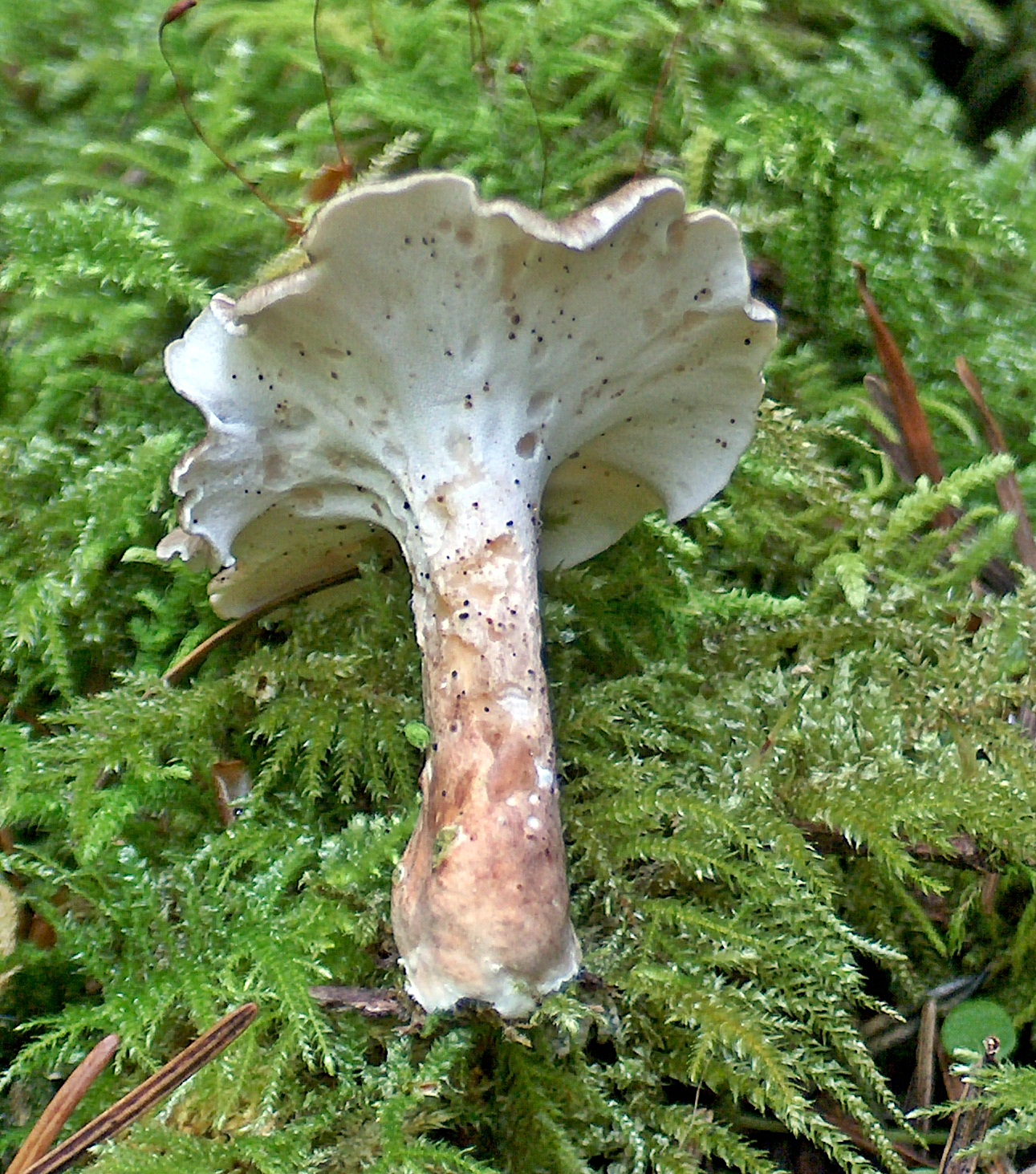